# Unfold (album Marié Digby)
Unfold – debiutancki album amerykańskiej wokalistki Marié Digby. Został wydany 8 kwietnia 2008 roku.

## Lista utworów
1. „Fool” (Bruner, Digby, Graham)– 4:09
2. „Better Off Alone” (Digby)– 3:54
3. „Say It Again” (Digby, Dyke, Nelkin, Sanicola)– 3:42
4. „Miss Invisible” (Digby)– 3:52
5. „Stupid For You” (Digby)– 3:22
6. „Girlfriend” (Bruner, Digby)– 3:39
7. „Traffic” (Cutler, Digby, Preven)– 4:01
8. „Voice On The Radio” (Digby)– 4:50
9. „Spell” (Bruner, Digby)– 4:37
10. „Beauty In Walking Away” (Bassett, Digby)– 3:40
11. „Unfold” (Digby)– 5:27
12. „Umbrella” * (Shawn Carter, Terius Nash, Christopher Stewart, Thaddis „Kuk” Harrell) – 3:48